# Tour d'Oman 2022
Le Tour d'Oman 2022 est la 11e édition de cette course cycliste sur route masculine. Il a lieu du 10 au 16 février 2022 à Oman. Il fait partie du calendrier UCI ProSeries 2022 en catégorie 2.Pro.

## Présentation
Le Tour d'Oman est « organisé par la municipalité de Mascate en association avec l'Oman Cycling Federation avec le concours technique et sportif d'Amaury Sport Organisation (ASO) ». À l'occasion de l'édition 2018, le partenariat entre la municipalité de Mascate et ASO a été prolongé pour six ans. Le Tour n'a pu être organisé en 2020 à la suite du décès du sultan Qabus ibn Saïd ni en 2021 en raison de la pandémie de Covid 19.

### Parcours
Le parcours est tracé sur 891 kilomètres répartis sur six étapes entre Rustaq Fort et la Corniche de Matrah. 

### Équipes
17 équipes participent à ce Tour d'Oman - 7 WorldTeams, 8 ProTeams, une équipe continentale professionnelle et une équipe nationale :
| WorldTeams (7)- Cofidis - Groupama-FDJ - Intermarché-Wanty-Gobert Matériaux - Quick-Step Alpha Vinyl - BikeExchange-Jayco - Team DSM - UAE Team Emirates ProTeams (8)- Bardiani-CSF-Faizanè - Bingoal Pauwels Sauces WB - Burgos-BH - Euskaltel-Euskadi - Gazprom-RusVelo - Arkéa-Samsic - Team Novo Nordisk - Uno-X Pro Cycling Team Équipe continentale- Astana Qazaqstan Development Team Équipe nationale- Oman |
| |

## Étapes
| Étape     | Date    | Villes étapes                                       | type              | Distance (km) | Dénivelé (m) | Vainqueur d'étape | Leader du classement général |
| --------- | ------- | --------------------------------------------------- | ----------------- | ------------- | ------------ | ----------------- | ---------------------------- |
| 1re étape | 10 fév. | Rustaq Fort – Oman Convention and Exhibition Centre | étape de plaine   | 138           | 684 m        | Fernando Gaviria  | Fernando Gaviria             |
| 2e étape  | 11 fév. | Parc Naseem – Sohar                                 | étape de plaine   | 167,5         | 179 m        | Mark Cavendish    | Mark Cavendish               |
| 3e étape  | 12 fév. | Sultan Qaboos University – Qurayyat                 | étape vallonnée   | 180           | 1 918 m      | Anthon Charmig    | Anthon Charmig               |
| 4e étape  | 13 fév. | Sifah – Mascate                                     | étape vallonnée   | 119,5         | 2 174 m      | Fausto Masnada    | Fausto Masnada               |
| 5e étape  | 14 fév. | Sama'il – djebel Akhdar                             | étape de montagne | 150,5         | 1 967 m      | Jan Hirt          | Jan Hirt                     |
| 6e étape  | 15 fév. | Mascate – Corniche de Matrah                        | étape de plaine   | 135,5         | 1 097 m      | Fernando Gaviria  | Jan Hirt                     |

## Déroulement de la course

### 1reétape
| \| Classement de l'étape \| Classement de l'étape \| Classement de l'étape \| Classement de l'étape \| Classement de l'étape \| \| Coureur \| Coureur \| Pays \| Équipe \| Temps \| \| --------------------- \| --------------------- \| --------------------- \| ---------------------------------- \| --------------------- \| \| 1er \| Fernando Gaviria \| Colombie \| UAE Team Emirates \| 3 h 17 min 04 s \| \| 2e \| Mark Cavendish \| Royaume-Uni \| Quick-Step Alpha Vinyl \| + 0 s \| \| 3e \| Kaden Groves \| Australie \| BikeExchange-Jayco \| + 0 s \| \| 4e \| Amaury Capiot \| Belgique \| Arkéa-Samsic \| + 0 s \| \| 5e \| Paul Penhoët \| France \| Groupama-FDJ \| + 0 s \| \| 6e \| Maximiliano Richeze \| Argentine \| UAE Team Emirates \| + 0 s \| \| 7e \| Max Walscheid \| Allemagne \| Cofidis \| + 0 s \| \| 8e \| Hugo Page \| France \| Intermarché-Wanty-Gobert Matériaux \| + 0 s \| \| 9e \| Andrea Peron \| Italie \| Team Novo Nordisk \| + 0 s \| \| 10e \| Mihkel Räim \| Estonie \| Burgos-BH \| + 0 s \| |                     |             |                                    |                 |
| |                     |             |                                    |                 |
| Source : ProCyclingStats |                     |             |                                    |                 |
| Classement de l'étape |                     |             |                                    |                 |
| Coureur | Coureur             | Pays        | Équipe                             | Temps           |
| 1er | Fernando Gaviria    | Colombie    | UAE Team Emirates                  | 3 h 17 min 04 s |
| 2e | Mark Cavendish      | Royaume-Uni | Quick-Step Alpha Vinyl             | + 0 s           |
| 3e | Kaden Groves        | Australie   | BikeExchange-Jayco                 | + 0 s           |
| 4e | Amaury Capiot       | Belgique    | Arkéa-Samsic                       | + 0 s           |
| 5e | Paul Penhoët        | France      | Groupama-FDJ                       | + 0 s           |
| 6e | Maximiliano Richeze | Argentine   | UAE Team Emirates                  | + 0 s           |
| 7e | Max Walscheid       | Allemagne   | Cofidis                            | + 0 s           |
| 8e | Hugo Page           | France      | Intermarché-Wanty-Gobert Matériaux | + 0 s           |
| 9e | Andrea Peron        | Italie      | Team Novo Nordisk                  | + 0 s           |
| 10e | Mihkel Räim         | Estonie     | Burgos-BH                          | + 0 s           |

| \| Classement général \| Classement général \| Classement général \| Classement général \| Classement général \| \| Coureur \| Coureur \| Pays \| Équipe \| Temps \| \| ------------------ \| ------------------- \| ------------------ \| ---------------------- \| ------------------ \| \| 1er \| Fernando Gaviria \| Colombie \| UAE Team Emirates \| 3 h 16 min 54 s \| \| 2e \| Mark Cavendish \| Royaume-Uni \| Quick-Step Alpha Vinyl \| + 2 s \| \| 3e \| Peio Goikoetxea \| Espagne \| Euskaltel-Euskadi \| + 4 s \| \| 4e \| Kaden Groves \| Australie \| BikeExchange-Jayco \| + 6 s \| \| 5e \| Rui Costa \| Portugal \| UAE Team Emirates \| + 9 s \| \| 6e \| Jan Dunnewind \| Pays-Bas \| Team Novo Nordisk \| + 9 s \| \| 7e \| Amaury Capiot \| Belgique \| Arkéa-Samsic \| + 10 s \| \| 8e \| Paul Penhoët \| France \| Groupama-FDJ \| + 10 s \| \| 9e \| Maximiliano Richeze \| Argentine \| UAE Team Emirates \| + 10 s \| \| 10e \| Max Walscheid \| Allemagne \| Cofidis \| + 10 s \| |                     |             |                        |                 |
| |                     |             |                        |                 |
| Source : ProCyclingStats |                     |             |                        |                 |
| Classement général |                     |             |                        |                 |
| Coureur | Coureur             | Pays        | Équipe                 | Temps           |
| 1er | Fernando Gaviria    | Colombie    | UAE Team Emirates      | 3 h 16 min 54 s |
| 2e | Mark Cavendish      | Royaume-Uni | Quick-Step Alpha Vinyl | + 2 s           |
| 3e | Peio Goikoetxea     | Espagne     | Euskaltel-Euskadi      | + 4 s           |
| 4e | Kaden Groves        | Australie   | BikeExchange-Jayco     | + 6 s           |
| 5e | Rui Costa           | Portugal    | UAE Team Emirates      | + 9 s           |
| 6e | Jan Dunnewind       | Pays-Bas    | Team Novo Nordisk      | + 9 s           |
| 7e | Amaury Capiot       | Belgique    | Arkéa-Samsic           | + 10 s          |
| 8e | Paul Penhoët        | France      | Groupama-FDJ           | + 10 s          |
| 9e | Maximiliano Richeze | Argentine   | UAE Team Emirates      | + 10 s          |
| 10e | Max Walscheid       | Allemagne   | Cofidis                | + 10 s          |

### 2eétape
| \| Classement de l'étape \| Classement de l'étape \| Classement de l'étape \| Classement de l'étape \| Classement de l'étape \| \| Coureur \| Coureur \| Pays \| Équipe \| Temps \| \| --------------------- \| --------------------- \| --------------------- \| ---------------------------------- \| --------------------- \| \| 1er \| Mark Cavendish \| Royaume-Uni \| Quick-Step Alpha Vinyl \| 4 h 10 min 31 s \| \| 2e \| Kaden Groves \| Australie \| BikeExchange-Jayco \| + 0 s \| \| 3e \| Amaury Capiot \| Belgique \| Arkéa-Samsic \| + 0 s \| \| 4e \| Fernando Gaviria \| Colombie \| UAE Team Emirates \| + 0 s \| \| 5e \| Tom Devriendt \| Belgique \| Intermarché-Wanty-Gobert Matériaux \| + 0 s \| \| 6e \| Mihkel Räim \| Estonie \| Burgos-BH \| + 0 s \| \| 7e \| Campbell Stewart \| Nouvelle-Zélande \| BikeExchange-Jayco \| + 0 s \| \| 8e \| Paul Penhoët \| France \| Groupama-FDJ \| + 0 s \| \| 9e \| Milan Menten \| Belgique \| Bingoal Pauwels Sauces WB \| + 0 s \| \| 10e \| Carlos Canal \| Espagne \| Euskaltel-Euskadi \| + 0 s \| |                  |                  |                                    |                 |
| |                  |                  |                                    |                 |
| Source : ProCyclingStats |                  |                  |                                    |                 |
| Classement de l'étape |                  |                  |                                    |                 |
| Coureur | Coureur          | Pays             | Équipe                             | Temps           |
| 1er | Mark Cavendish   | Royaume-Uni      | Quick-Step Alpha Vinyl             | 4 h 10 min 31 s |
| 2e | Kaden Groves     | Australie        | BikeExchange-Jayco                 | + 0 s           |
| 3e | Amaury Capiot    | Belgique         | Arkéa-Samsic                       | + 0 s           |
| 4e | Fernando Gaviria | Colombie         | UAE Team Emirates                  | + 0 s           |
| 5e | Tom Devriendt    | Belgique         | Intermarché-Wanty-Gobert Matériaux | + 0 s           |
| 6e | Mihkel Räim      | Estonie          | Burgos-BH                          | + 0 s           |
| 7e | Campbell Stewart | Nouvelle-Zélande | BikeExchange-Jayco                 | + 0 s           |
| 8e | Paul Penhoët     | France           | Groupama-FDJ                       | + 0 s           |
| 9e | Milan Menten     | Belgique         | Bingoal Pauwels Sauces WB          | + 0 s           |
| 10e | Carlos Canal     | Espagne          | Euskaltel-Euskadi                  | + 0 s           |

| \| Classement général \| Classement général \| Classement général \| Classement général \| Classement général \| \| Coureur \| Coureur \| Pays \| Équipe \| Temps \| \| ------------------ \| ------------------ \| ------------------ \| ------------------------- \| ------------------ \| \| 1er \| Mark Cavendish \| Royaume-Uni \| Quick-Step Alpha Vinyl \| 7 h 27 min 16 s \| \| 2e \| Kaden Groves \| Australie \| BikeExchange-Jayco \| + 9 s \| \| 3e \| Fernando Gaviria \| Colombie \| UAE Team Emirates \| + 9 s \| \| 4e \| Antonio Angulo \| Espagne \| Euskaltel-Euskadi \| + 13 s \| \| 5e \| Peio Goikoetxea \| Espagne \| Euskaltel-Euskadi \| + 13 s \| \| 6e \| Amaury Capiot \| Belgique \| Arkéa-Samsic \| + 15 s \| \| 7e \| Rui Costa \| Portugal \| UAE Team Emirates \| + 17 s \| \| 8e \| Paul Penhoët \| France \| Groupama-FDJ \| + 19 s \| \| 9e \| Mihkel Räim \| Estonie \| Burgos-BH \| + 19 s \| \| 10e \| Milan Menten \| Belgique \| Bingoal Pauwels Sauces WB \| + 19 s \| |                  |             |                           |                 |
| |                  |             |                           |                 |
| Source : ProCyclingStats |                  |             |                           |                 |
| Classement général |                  |             |                           |                 |
| Coureur | Coureur          | Pays        | Équipe                    | Temps           |
| 1er | Mark Cavendish   | Royaume-Uni | Quick-Step Alpha Vinyl    | 7 h 27 min 16 s |
| 2e | Kaden Groves     | Australie   | BikeExchange-Jayco        | + 9 s           |
| 3e | Fernando Gaviria | Colombie    | UAE Team Emirates         | + 9 s           |
| 4e | Antonio Angulo   | Espagne     | Euskaltel-Euskadi         | + 13 s          |
| 5e | Peio Goikoetxea  | Espagne     | Euskaltel-Euskadi         | + 13 s          |
| 6e | Amaury Capiot    | Belgique    | Arkéa-Samsic              | + 15 s          |
| 7e | Rui Costa        | Portugal    | UAE Team Emirates         | + 17 s          |
| 8e | Paul Penhoët     | France      | Groupama-FDJ              | + 19 s          |
| 9e | Mihkel Räim      | Estonie     | Burgos-BH                 | + 19 s          |
| 10e | Milan Menten     | Belgique    | Bingoal Pauwels Sauces WB | + 19 s          |

### 3eétape
| \| Classement de l'étape \| Classement de l'étape \| Classement de l'étape \| Classement de l'étape \| Classement de l'étape \| \| Coureur \| Coureur \| Pays \| Équipe \| Temps \| \| --------------------- \| --------------------- \| --------------------- \| ---------------------------------- \| --------------------- \| \| 1er \| Anthon Charmig \| Danemark \| Uno-X Pro Cycling Team \| 4 h 19 min 30 s \| \| 2e \| Jan Hirt \| Tchéquie \| Intermarché-Wanty-Gobert Matériaux \| + 0 s \| \| 3e \| Élie Gesbert \| France \| Arkéa-Samsic \| + 2 s \| \| 4e \| Fausto Masnada \| Italie \| Quick-Step Alpha Vinyl \| + 4 s \| \| 5e \| Rui Costa \| Portugal \| UAE Team Emirates \| + 4 s \| \| 6e \| Rein Taaramäe \| Estonie \| Intermarché-Wanty-Gobert Matériaux \| + 4 s \| \| 7e \| Henri Vandenabeele \| Belgique \| Team DSM \| + 4 s \| \| 8e \| Harold Martín López \| Équateur \| Astana Qazaqstan Development Team \| + 7 s \| \| 9e \| Denis Nekrasov \| Russie \| Gazprom-RusVelo \| + 7 s \| \| 10e \| Mauro Schmid \| Suisse \| Quick-Step Alpha Vinyl \| + 7 s \| |                     |          |                                    |                 |
| |                     |          |                                    |                 |
| Source : ProCyclingStats |                     |          |                                    |                 |
| Classement de l'étape |                     |          |                                    |                 |
| Coureur | Coureur             | Pays     | Équipe                             | Temps           |
| 1er | Anthon Charmig      | Danemark | Uno-X Pro Cycling Team             | 4 h 19 min 30 s |
| 2e | Jan Hirt            | Tchéquie | Intermarché-Wanty-Gobert Matériaux | + 0 s           |
| 3e | Élie Gesbert        | France   | Arkéa-Samsic                       | + 2 s           |
| 4e | Fausto Masnada      | Italie   | Quick-Step Alpha Vinyl             | + 4 s           |
| 5e | Rui Costa           | Portugal | UAE Team Emirates                  | + 4 s           |
| 6e | Rein Taaramäe       | Estonie  | Intermarché-Wanty-Gobert Matériaux | + 4 s           |
| 7e | Henri Vandenabeele  | Belgique | Team DSM                           | + 4 s           |
| 8e | Harold Martín López | Équateur | Astana Qazaqstan Development Team  | + 7 s           |
| 9e | Denis Nekrasov      | Russie   | Gazprom-RusVelo                    | + 7 s           |
| 10e | Mauro Schmid        | Suisse   | Quick-Step Alpha Vinyl             | + 7 s           |

| \| Classement général \| Classement général \| Classement général \| Classement général \| Classement général \| \| Coureur \| Coureur \| Pays \| Équipe \| Temps \| \| ------------------ \| ------------------- \| ------------------ \| ---------------------------------- \| ------------------ \| \| 1er \| Anthon Charmig \| Danemark \| Uno-X Pro Cycling Team \| 11 h 46 min 55 s \| \| 2e \| Jan Hirt \| Tchéquie \| Intermarché-Wanty-Gobert Matériaux \| + 4 s \| \| 3e \| Élie Gesbert \| France \| Arkéa-Samsic \| + 8 s \| \| 4e \| Rui Costa \| Portugal \| UAE Team Emirates \| + 12 s \| \| 5e \| Rein Taaramäe \| Estonie \| Intermarché-Wanty-Gobert Matériaux \| + 14 s \| \| 6e \| Denis Nekrasov \| Russie \| Gazprom-RusVelo \| + 17 s \| \| 7e \| Harold Martín López \| Équateur \| Astana Qazaqstan Development Team \| + 17 s \| \| 8e \| Hugo Page \| France \| Intermarché-Wanty-Gobert Matériaux \| + 17 s \| \| 9e \| Ryan Gibbons \| Afrique du Sud \| UAE Team Emirates \| + 17 s \| \| 10e \| Filippo Zana \| Italie \| Bardiani CSF Faizanè \| + 17 s \| |                     |                |                                    |                  |
| |                     |                |                                    |                  |
| Source : ProCyclingStats |                     |                |                                    |                  |
| Classement général |                     |                |                                    |                  |
| Coureur | Coureur             | Pays           | Équipe                             | Temps            |
| 1er | Anthon Charmig      | Danemark       | Uno-X Pro Cycling Team             | 11 h 46 min 55 s |
| 2e | Jan Hirt            | Tchéquie       | Intermarché-Wanty-Gobert Matériaux | + 4 s            |
| 3e | Élie Gesbert        | France         | Arkéa-Samsic                       | + 8 s            |
| 4e | Rui Costa           | Portugal       | UAE Team Emirates                  | + 12 s           |
| 5e | Rein Taaramäe       | Estonie        | Intermarché-Wanty-Gobert Matériaux | + 14 s           |
| 6e | Denis Nekrasov      | Russie         | Gazprom-RusVelo                    | + 17 s           |
| 7e | Harold Martín López | Équateur       | Astana Qazaqstan Development Team  | + 17 s           |
| 8e | Hugo Page           | France         | Intermarché-Wanty-Gobert Matériaux | + 17 s           |
| 9e | Ryan Gibbons        | Afrique du Sud | UAE Team Emirates                  | + 17 s           |
| 10e | Filippo Zana        | Italie         | Bardiani CSF Faizanè               | + 17 s           |

### 4eétape
| \| Classement de l'étape \| Classement de l'étape \| Classement de l'étape \| Classement de l'étape \| Classement de l'étape \| \| Coureur \| Coureur \| Pays \| Équipe \| Temps \| \| --------------------- \| ----------------------- \| --------------------- \| ---------------------------------- \| --------------------- \| \| 1er \| Fausto Masnada \| Italie \| Quick-Step Alpha Vinyl \| 3 h 01 min 53 s \| \| 2e \| Mauro Schmid \| Suisse \| Quick-Step Alpha Vinyl \| + 1 min 07 s \| \| 3e \| Kévin Vauquelin \| France \| Arkéa-Samsic \| + 1 min 07 s \| \| 4e \| Rui Costa \| Portugal \| UAE Team Emirates \| + 1 min 07 s \| \| 5e \| Kevin Vermaerke \| États-Unis \| Team DSM \| + 1 min 07 s \| \| 6e \| Anthon Charmig \| Danemark \| Uno-X Pro Cycling Team \| + 1 min 07 s \| \| 7e \| Jan Hirt \| Tchéquie \| Intermarché-Wanty-Gobert Matériaux \| + 1 min 07 s \| \| 8e \| Henri Vandenabeele \| Belgique \| Team DSM \| + 1 min 07 s \| \| 9e \| Sander Armée \| Belgique \| Cofidis \| + 1 min 18 s \| \| 10e \| Jonas Iversby Hvideberg \| Norvège \| Team DSM \| + 1 min 23 s \| |                         |            |                                    |                 |
| |                         |            |                                    |                 |
| Source : ProCyclingStats |                         |            |                                    |                 |
| Classement de l'étape |                         |            |                                    |                 |
| Coureur | Coureur                 | Pays       | Équipe                             | Temps           |
| 1er | Fausto Masnada          | Italie     | Quick-Step Alpha Vinyl             | 3 h 01 min 53 s |
| 2e | Mauro Schmid            | Suisse     | Quick-Step Alpha Vinyl             | + 1 min 07 s    |
| 3e | Kévin Vauquelin         | France     | Arkéa-Samsic                       | + 1 min 07 s    |
| 4e | Rui Costa               | Portugal   | UAE Team Emirates                  | + 1 min 07 s    |
| 5e | Kevin Vermaerke         | États-Unis | Team DSM                           | + 1 min 07 s    |
| 6e | Anthon Charmig          | Danemark   | Uno-X Pro Cycling Team             | + 1 min 07 s    |
| 7e | Jan Hirt                | Tchéquie   | Intermarché-Wanty-Gobert Matériaux | + 1 min 07 s    |
| 8e | Henri Vandenabeele      | Belgique   | Team DSM                           | + 1 min 07 s    |
| 9e | Sander Armée            | Belgique   | Cofidis                            | + 1 min 18 s    |
| 10e | Jonas Iversby Hvideberg | Norvège    | Team DSM                           | + 1 min 23 s    |

| \| Classement général \| Classement général \| Classement général \| Classement général \| Classement général \| \| Coureur \| Coureur \| Pays \| Équipe \| Temps \| \| ------------------ \| ------------------ \| ------------------ \| ---------------------------------- \| ------------------ \| \| 1er \| Fausto Masnada \| Italie \| Quick-Step Alpha Vinyl \| 14 h 49 min 00 s \| \| 2e \| Anthon Charmig \| Danemark \| Uno-X Pro Cycling Team \| + 55 s \| \| 3e \| Jan Hirt \| Tchéquie \| Intermarché-Wanty-Gobert Matériaux \| + 58 s \| \| 4e \| Mauro Schmid \| Suisse \| Quick-Step Alpha Vinyl \| + 1 min 06 s \| \| 5e \| Rui Costa \| Portugal \| UAE Team Emirates \| + 1 min 07 s \| \| 6e \| Élie Gesbert \| France \| Arkéa-Samsic \| + 1 min 22 s \| \| 7e \| Kevin Vermaerke \| États-Unis \| Team DSM \| + 1 min 22 s \| \| 8e \| Henri Vandenabeele \| Belgique \| Team DSM \| + 1 min 23 s \| \| 9e \| Rein Taaramäe \| Estonie \| Intermarché-Wanty-Gobert Matériaux \| + 1 min 28 s \| \| 10e \| Denis Nekrasov \| Russie \| Gazprom-RusVelo \| + 1 min 31 s \| |                    |            |                                    |                  |
| |                    |            |                                    |                  |
| Source : ProCyclingStats |                    |            |                                    |                  |
| Classement général |                    |            |                                    |                  |
| Coureur | Coureur            | Pays       | Équipe                             | Temps            |
| 1er | Fausto Masnada     | Italie     | Quick-Step Alpha Vinyl             | 14 h 49 min 00 s |
| 2e | Anthon Charmig     | Danemark   | Uno-X Pro Cycling Team             | + 55 s           |
| 3e | Jan Hirt           | Tchéquie   | Intermarché-Wanty-Gobert Matériaux | + 58 s           |
| 4e | Mauro Schmid       | Suisse     | Quick-Step Alpha Vinyl             | + 1 min 06 s     |
| 5e | Rui Costa          | Portugal   | UAE Team Emirates                  | + 1 min 07 s     |
| 6e | Élie Gesbert       | France     | Arkéa-Samsic                       | + 1 min 22 s     |
| 7e | Kevin Vermaerke    | États-Unis | Team DSM                           | + 1 min 22 s     |
| 8e | Henri Vandenabeele | Belgique   | Team DSM                           | + 1 min 23 s     |
| 9e | Rein Taaramäe      | Estonie    | Intermarché-Wanty-Gobert Matériaux | + 1 min 28 s     |
| 10e | Denis Nekrasov     | Russie     | Gazprom-RusVelo                    | + 1 min 31 s     |

### 5eétape
| \| Classement de l'étape \| Classement de l'étape \| Classement de l'étape \| Classement de l'étape \| Classement de l'étape \| \| Coureur \| Coureur \| Pays \| Équipe \| Temps \| \| --------------------- \| --------------------- \| --------------------- \| ---------------------------------- \| --------------------- \| \| 1er \| Jan Hirt \| Tchéquie \| Intermarché-Wanty-Gobert Matériaux \| 3 h 35 min 39 s \| \| 2e \| Kévin Vauquelin \| France \| Arkéa-Samsic \| + 39 s \| \| 3e \| Élie Gesbert \| France \| Arkéa-Samsic \| + 48 s \| \| 4e \| Kevin Colleoni \| Italie \| BikeExchange-Jayco \| + 57 s \| \| 5e \| Rui Costa \| Portugal \| UAE Team Emirates \| + 57 s \| \| 6e \| Rein Taaramäe \| Estonie \| Intermarché-Wanty-Gobert Matériaux \| + 1 min 11 s \| \| 7e \| Anthon Charmig \| Danemark \| Uno-X Pro Cycling Team \| + 1 min 11 s \| \| 8e \| Henri Vandenabeele \| Belgique \| Team DSM \| + 1 min 19 s \| \| 9e \| Kevin Vermaerke \| États-Unis \| Team DSM \| + 1 min 43 s \| \| 10e \| Mauro Schmid \| Suisse \| Quick-Step Alpha Vinyl \| + 1 min 43 s \| |                    |            |                                    |                 |
| |                    |            |                                    |                 |
| Source : ProCyclingStats |                    |            |                                    |                 |
| Classement de l'étape |                    |            |                                    |                 |
| Coureur | Coureur            | Pays       | Équipe                             | Temps           |
| 1er | Jan Hirt           | Tchéquie   | Intermarché-Wanty-Gobert Matériaux | 3 h 35 min 39 s |
| 2e | Kévin Vauquelin    | France     | Arkéa-Samsic                       | + 39 s          |
| 3e | Élie Gesbert       | France     | Arkéa-Samsic                       | + 48 s          |
| 4e | Kevin Colleoni     | Italie     | BikeExchange-Jayco                 | + 57 s          |
| 5e | Rui Costa          | Portugal   | UAE Team Emirates                  | + 57 s          |
| 6e | Rein Taaramäe      | Estonie    | Intermarché-Wanty-Gobert Matériaux | + 1 min 11 s    |
| 7e | Anthon Charmig     | Danemark   | Uno-X Pro Cycling Team             | + 1 min 11 s    |
| 8e | Henri Vandenabeele | Belgique   | Team DSM                           | + 1 min 19 s    |
| 9e | Kevin Vermaerke    | États-Unis | Team DSM                           | + 1 min 43 s    |
| 10e | Mauro Schmid       | Suisse     | Quick-Step Alpha Vinyl             | + 1 min 43 s    |

| \| Classement général \| Classement général \| Classement général \| Classement général \| Classement général \| \| Coureur \| Coureur \| Pays \| Équipe \| Temps \| \| ------------------ \| ------------------ \| ------------------ \| ---------------------------------- \| ------------------ \| \| 1er \| Jan Hirt \| Tchéquie \| Intermarché-Wanty-Gobert Matériaux \| 18 h 25 min 27 s \| \| 2e \| Fausto Masnada \| Italie \| Quick-Step Alpha Vinyl \| + 1 min 00 s \| \| 3e \| Rui Costa \| Portugal \| UAE Team Emirates \| + 1 min 16 s \| \| 4e \| Élie Gesbert \| France \| Arkéa-Samsic \| + 1 min 18 s \| \| 5e \| Anthon Charmig \| Danemark \| Uno-X Pro Cycling Team \| + 1 min 18 s \| \| 6e \| Kévin Vauquelin \| France \| Arkéa-Samsic \| + 1 min 38 s \| \| 7e \| Kevin Colleoni \| Italie \| BikeExchange-Jayco \| + 1 min 50 s \| \| 8e \| Rein Taaramäe \| Estonie \| Intermarché-Wanty-Gobert Matériaux \| + 1 min 51 s \| \| 9e \| Henri Vandenabeele \| Belgique \| Team DSM \| + 1 min 54 s \| \| 10e \| Mauro Schmid \| Suisse \| Quick-Step Alpha Vinyl \| + 2 min 01 s \| |                    |          |                                    |                  |
| |                    |          |                                    |                  |
| Source : ProCyclingStats |                    |          |                                    |                  |
| Classement général |                    |          |                                    |                  |
| Coureur | Coureur            | Pays     | Équipe                             | Temps            |
| 1er | Jan Hirt           | Tchéquie | Intermarché-Wanty-Gobert Matériaux | 18 h 25 min 27 s |
| 2e | Fausto Masnada     | Italie   | Quick-Step Alpha Vinyl             | + 1 min 00 s     |
| 3e | Rui Costa          | Portugal | UAE Team Emirates                  | + 1 min 16 s     |
| 4e | Élie Gesbert       | France   | Arkéa-Samsic                       | + 1 min 18 s     |
| 5e | Anthon Charmig     | Danemark | Uno-X Pro Cycling Team             | + 1 min 18 s     |
| 6e | Kévin Vauquelin    | France   | Arkéa-Samsic                       | + 1 min 38 s     |
| 7e | Kevin Colleoni     | Italie   | BikeExchange-Jayco                 | + 1 min 50 s     |
| 8e | Rein Taaramäe      | Estonie  | Intermarché-Wanty-Gobert Matériaux | + 1 min 51 s     |
| 9e | Henri Vandenabeele | Belgique | Team DSM                           | + 1 min 54 s     |
| 10e | Mauro Schmid       | Suisse   | Quick-Step Alpha Vinyl             | + 2 min 01 s     |

### 6eétape
| \| Classement de l'étape \| Classement de l'étape \| Classement de l'étape \| Classement de l'étape \| Classement de l'étape \| \| Coureur \| Coureur \| Pays \| Équipe \| Temps \| \| --------------------- \| --------------------- \| --------------------- \| ---------------------------------- \| --------------------- \| \| 1er \| Fernando Gaviria \| Colombie \| UAE Team Emirates \| 4 h 10 min 16 s \| \| 2e \| Kaden Groves \| Australie \| BikeExchange-Jayco \| + 0 s \| \| 3e \| Amaury Capiot \| Belgique \| Arkéa-Samsic \| + 0 s \| \| 4e \| Paul Penhoët \| France \| Groupama-FDJ \| + 0 s \| \| 5e \| Hugo Page \| France \| Intermarché-Wanty-Gobert Matériaux \| + 0 s \| \| 6e \| Mark Cavendish \| Royaume-Uni \| Quick-Step Alpha Vinyl \| + 0 s \| \| 7e \| Felix Groß \| Allemagne \| UAE Team Emirates \| + 0 s \| \| 8e \| Laurenz Rex \| Belgique \| Bingoal Pauwels Sauces WB \| + 0 s \| \| 9e \| Szymon Sajnok \| Pologne \| Cofidis \| + 0 s \| \| 10e \| Kévin Vauquelin \| France \| Arkéa-Samsic \| + 0 s \| |                  |             |                                    |                 |
| |                  |             |                                    |                 |
| Source : ProCyclingStats |                  |             |                                    |                 |
| Classement de l'étape |                  |             |                                    |                 |
| Coureur | Coureur          | Pays        | Équipe                             | Temps           |
| 1er | Fernando Gaviria | Colombie    | UAE Team Emirates                  | 4 h 10 min 16 s |
| 2e | Kaden Groves     | Australie   | BikeExchange-Jayco                 | + 0 s           |
| 3e | Amaury Capiot    | Belgique    | Arkéa-Samsic                       | + 0 s           |
| 4e | Paul Penhoët     | France      | Groupama-FDJ                       | + 0 s           |
| 5e | Hugo Page        | France      | Intermarché-Wanty-Gobert Matériaux | + 0 s           |
| 6e | Mark Cavendish   | Royaume-Uni | Quick-Step Alpha Vinyl             | + 0 s           |
| 7e | Felix Groß       | Allemagne   | UAE Team Emirates                  | + 0 s           |
| 8e | Laurenz Rex      | Belgique    | Bingoal Pauwels Sauces WB          | + 0 s           |
| 9e | Szymon Sajnok    | Pologne     | Cofidis                            | + 0 s           |
| 10e | Kévin Vauquelin  | France      | Arkéa-Samsic                       | + 0 s           |

## Classements finals

### Classement général
| \| Classement général \| Classement général \| Classement général \| Classement général \| Classement général \| \| Coureur \| Coureur \| Pays \| Équipe \| Temps \| \| ------------------ \| ------------------ \| ------------------ \| ---------------------------------- \| ------------------ \| \| 1er \| Jan Hirt \| Tchéquie \| Intermarché-Wanty-Gobert Matériaux \| 22 h 35 min 43 s \| \| 2e \| Fausto Masnada \| Italie \| Quick-Step Alpha Vinyl \| + 1 min 00 s \| \| 3e \| Rui Costa \| Portugal \| UAE Team Emirates \| + 1 min 16 s \| \| 4e \| Élie Gesbert \| France \| Arkéa-Samsic \| + 1 min 18 s \| \| 5e \| Anthon Charmig \| Danemark \| Uno-X Pro Cycling Team \| + 1 min 18 s \| \| 6e \| Kévin Vauquelin \| France \| Arkéa-Samsic \| + 1 min 38 s \| \| 7e \| Kevin Colleoni \| Italie \| BikeExchange-Jayco \| + 1 min 50 s \| \| 8e \| Rein Taaramäe \| Estonie \| Intermarché-Wanty-Gobert Matériaux \| + 1 min 51 s \| \| 9e \| Henri Vandenabeele \| Belgique \| Team DSM \| + 1 min 54 s \| \| 10e \| Mauro Schmid \| Suisse \| Quick-Step Alpha Vinyl \| + 2 min 01 s \| |                    |          |                                    |                  |
| |                    |          |                                    |                  |
| Source : ProCyclingStats |                    |          |                                    |                  |
| Classement général |                    |          |                                    |                  |
| Coureur | Coureur            | Pays     | Équipe                             | Temps            |
| 1er | Jan Hirt           | Tchéquie | Intermarché-Wanty-Gobert Matériaux | 22 h 35 min 43 s |
| 2e | Fausto Masnada     | Italie   | Quick-Step Alpha Vinyl             | + 1 min 00 s     |
| 3e | Rui Costa          | Portugal | UAE Team Emirates                  | + 1 min 16 s     |
| 4e | Élie Gesbert       | France   | Arkéa-Samsic                       | + 1 min 18 s     |
| 5e | Anthon Charmig     | Danemark | Uno-X Pro Cycling Team             | + 1 min 18 s     |
| 6e | Kévin Vauquelin    | France   | Arkéa-Samsic                       | + 1 min 38 s     |
| 7e | Kevin Colleoni     | Italie   | BikeExchange-Jayco                 | + 1 min 50 s     |
| 8e | Rein Taaramäe      | Estonie  | Intermarché-Wanty-Gobert Matériaux | + 1 min 51 s     |
| 9e | Henri Vandenabeele | Belgique | Team DSM                           | + 1 min 54 s     |
| 10e | Mauro Schmid       | Suisse   | Quick-Step Alpha Vinyl             | + 2 min 01 s     |

### Classements annexes
| Classement par points | Classement par points | Classement par points | Classement par points              | Classement par points |
| Coureur               | Coureur               | Pays                  | Équipe                             | Points                |
| --------------------- | --------------------- | --------------------- | ---------------------------------- | --------------------- |
| 1er                   | Fernando Gaviria      | Colombie              | UAE Team Emirates                  | 37 pts                |
| 2e                    | Kaden Groves          | Australie             | BikeExchange-Jayco                 | 33 pts                |
| 3e                    | Jan Hirt              | Tchéquie              | Intermarché-Wanty-Gobert Matériaux | 32 pts                |
| 4e                    | Amaury Capiot         | Belgique              | Arkéa-Samsic                       | 28 pts                |
| 5e                    | Mark Cavendish        | Royaume-Uni           | Quick-Step Alpha Vinyl             | 27 pts                |
| 6e                    | Fausto Masnada        | Italie                | Quick-Step Alpha Vinyl             | 24 pts                |
| 7e                    | Anthon Charmig        | Danemark              | Uno-X Pro Cycling Team             | 24 pts                |
| 8e                    | Kévin Vauquelin       | France                | Arkéa-Samsic                       | 24 pts                |
| 9e                    | Rui Costa             | Portugal              | UAE Team Emirates                  | 21 pts                |
| 10e                   | Élie Gesbert          | France                | Arkéa-Samsic                       | 18 pts                |

| Classement par points | Classement par points | Classement par points | Classement par points              | Classement par points |
| Coureur               | Coureur               | Pays                  | Équipe                             | Points                |
| --------------------- | --------------------- | --------------------- | ---------------------------------- | --------------------- |
| 1er                   | Fernando Gaviria      | Colombie              | UAE Team Emirates                  | 37 pts                |
| 2e                    | Kaden Groves          | Australie             | BikeExchange-Jayco                 | 33 pts                |
| 3e                    | Jan Hirt              | Tchéquie              | Intermarché-Wanty-Gobert Matériaux | 32 pts                |
| 4e                    | Amaury Capiot         | Belgique              | Arkéa-Samsic                       | 28 pts                |
| 5e                    | Mark Cavendish        | Royaume-Uni           | Quick-Step Alpha Vinyl             | 27 pts                |
| 6e                    | Fausto Masnada        | Italie                | Quick-Step Alpha Vinyl             | 24 pts                |
| 7e                    | Anthon Charmig        | Danemark              | Uno-X Pro Cycling Team             | 24 pts                |
| 8e                    | Kévin Vauquelin       | France                | Arkéa-Samsic                       | 24 pts                |
| 9e                    | Rui Costa             | Portugal              | UAE Team Emirates                  | 21 pts                |
| 10e                   | Élie Gesbert          | France                | Arkéa-Samsic                       | 18 pts                |

| Classement du meilleur jeune | Classement du meilleur jeune | Classement du meilleur jeune | Classement du meilleur jeune | Classement du meilleur jeune |
| Coureur                      | Coureur                      | Pays                         | Équipe                       | Temps                        |
| ---------------------------- | ---------------------------- | ---------------------------- | ---------------------------- | ---------------------------- |
| 1er                          | Anthon Charmig               | Danemark                     | Uno-X Pro Cycling Team       | 22 h 37 min 01 s             |
| 2e                           | Kévin Vauquelin              | France                       | Arkéa-Samsic                 | + 20 s                       |
| 3e                           | Kevin Colleoni               | Italie                       | BikeExchange-Jayco           | + 32 s                       |
| 4e                           | Henri Vandenabeele           | Belgique                     | Team DSM                     | + 36 s                       |
| 5e                           | Mauro Schmid                 | Suisse                       | Quick-Step Alpha Vinyl       | + 43 s                       |
| 6e                           | Kevin Vermaerke              | États-Unis                   | Team DSM                     | + 59 s                       |
| 7e                           | Filippo Zana                 | Italie                       | Bardiani CSF Faizanè         | + 1 min 56 s                 |
| 8e                           | Denis Nekrasov               | Russie                       | Gazprom-RusVelo              | + 2 min 16 s                 |
| 9e                           | Luca Covili                  | Italie                       | Bardiani CSF Faizanè         | + 2 min 23 s                 |
| 10e                          | Hugo Toumire                 | France                       | Cofidis                      | + 3 min 14 s                 |

| Classement du meilleur jeune | Classement du meilleur jeune | Classement du meilleur jeune | Classement du meilleur jeune | Classement du meilleur jeune |
| Coureur                      | Coureur                      | Pays                         | Équipe                       | Temps                        |
| ---------------------------- | ---------------------------- | ---------------------------- | ---------------------------- | ---------------------------- |
| 1er                          | Anthon Charmig               | Danemark                     | Uno-X Pro Cycling Team       | 22 h 37 min 01 s             |
| 2e                           | Kévin Vauquelin              | France                       | Arkéa-Samsic                 | + 20 s                       |
| 3e                           | Kevin Colleoni               | Italie                       | BikeExchange-Jayco           | + 32 s                       |
| 4e                           | Henri Vandenabeele           | Belgique                     | Team DSM                     | + 36 s                       |
| 5e                           | Mauro Schmid                 | Suisse                       | Quick-Step Alpha Vinyl       | + 43 s                       |
| 6e                           | Kevin Vermaerke              | États-Unis                   | Team DSM                     | + 59 s                       |
| 7e                           | Filippo Zana                 | Italie                       | Bardiani CSF Faizanè         | + 1 min 56 s                 |
| 8e                           | Denis Nekrasov               | Russie                       | Gazprom-RusVelo              | + 2 min 16 s                 |
| 9e                           | Luca Covili                  | Italie                       | Bardiani CSF Faizanè         | + 2 min 23 s                 |
| 10e                          | Hugo Toumire                 | France                       | Cofidis                      | + 3 min 14 s                 |

| Classement de la combativité | Classement de la combativité | Classement de la combativité | Classement de la combativité       | Classement de la combativité |
| Coureur                      | Coureur                      | Pays                         | Équipe                             | Points                       |
| ---------------------------- | ---------------------------- | ---------------------------- | ---------------------------------- | ---------------------------- |
| 1er                          | Peio Goikoetxea              | Espagne                      | Euskaltel-Euskadi                  | 18 pts                       |
| 2e                           | Antonio Angulo               | Espagne                      | Euskaltel-Euskadi                  | 17 pts                       |
| 3e                           | Samuele Zoccarato            | Italie                       | Bardiani CSF Faizanè               | 14 pts                       |
| 4e                           | Victor Langellotti           | Monaco                       | Burgos-BH                          | 8 pts                        |
| 5e                           | Jan Hirt                     | Tchéquie                     | Intermarché-Wanty-Gobert Matériaux | 6 pts                        |

| Classement de la combativité | Classement de la combativité | Classement de la combativité | Classement de la combativité       | Classement de la combativité |
| Coureur                      | Coureur                      | Pays                         | Équipe                             | Points                       |
| ---------------------------- | ---------------------------- | ---------------------------- | ---------------------------------- | ---------------------------- |
| 1er                          | Peio Goikoetxea              | Espagne                      | Euskaltel-Euskadi                  | 18 pts                       |
| 2e                           | Antonio Angulo               | Espagne                      | Euskaltel-Euskadi                  | 17 pts                       |
| 3e                           | Samuele Zoccarato            | Italie                       | Bardiani CSF Faizanè               | 14 pts                       |
| 4e                           | Victor Langellotti           | Monaco                       | Burgos-BH                          | 8 pts                        |
| 5e                           | Jan Hirt                     | Tchéquie                     | Intermarché-Wanty-Gobert Matériaux | 6 pts                        |

| Classement par équipes | Classement par équipes             | Classement par équipes | Classement par équipes |
| Équipe                 | Équipe                             | Pays                   | Temps                  |
| ---------------------- | ---------------------------------- | ---------------------- | ---------------------- |
| 1re                    | Arkéa-Samsic                       | France                 | 67 h 53 min 48 s       |
| 2e                     | Intermarché-Wanty-Gobert Matériaux | Belgique               | + 7 s                  |
| 3e                     | Team DSM                           | Pays-Bas               | + 2 min 01 s           |
| 4e                     | Bardiani-CSF-Faizanè               | Italie                 | + 9 min 31 s           |
| 5e                     | Quick-Step Alpha Vinyl             | Belgique               | + 10 min 05 s          |

| Classement par équipes | Classement par équipes             | Classement par équipes | Classement par équipes |
| Équipe                 | Équipe                             | Pays                   | Temps                  |
| ---------------------- | ---------------------------------- | ---------------------- | ---------------------- |
| 1re                    | Arkéa-Samsic                       | France                 | 67 h 53 min 48 s       |
| 2e                     | Intermarché-Wanty-Gobert Matériaux | Belgique               | + 7 s                  |
| 3e                     | Team DSM                           | Pays-Bas               | + 2 min 01 s           |
| 4e                     | Bardiani-CSF-Faizanè               | Italie                 | + 9 min 31 s           |
| 5e                     | Quick-Step Alpha Vinyl             | Belgique               | + 10 min 05 s          |

### Classement UCI
La course attribue des points au Classement mondial UCI 2022 selon le barème suivant :
| Position           | 1er | 2e  | 3e  | 4e  | 5e | 6e | 7e | 8e | 9e | 10e | 11e | 12e | 13e | 14e | 15e | 16e à 30e | 31e à 40e |
| Classement général | 200 | 150 | 125 | 100 | 85 | 70 | 60 | 50 | 40 | 35  | 30  | 25  | 20  | 15  | 10  | 5         | 3         |
| Par étape          | 20  | 10  | 5   |     |    |    |    |    |    |     |     |     |     |     |     |           |           |
| Leader, par étape  | 5   |     |     |     |    |    |    |    |    |     |     |     |     |     |     |           |           |

## Évolution des classements
| Étapes             | Vainqueur          | Classement général | Classement par points | Classement des jeunes | Classement de la combativité | Classement par équipes             |
| ------------------ | ------------------ | ------------------ | --------------------- | --------------------- | ---------------------------- | ---------------------------------- |
| 1                  | Fernando Gaviria   | Fernando Gaviria   | Fernando Gaviria      | Kaden Groves          | Peio Goikoetxea              | UAE Team Emirates                  |
| 2                  | Mark Cavendish     | Mark Cavendish     | Mark Cavendish        | Kaden Groves          | Peio Goikoetxea              | UAE Team Emirates                  |
| 3                  | Anthon Charmig     | Anthon Charmig     | Mark Cavendish        | Anthon Charmig        | Peio Goikoetxea              | Intermarché-Wanty-Gobert Matériaux |
| 4                  | Fausto Masnada     | Fausto Masnada     | Mark Cavendish        | Anthon Charmig        | Peio Goikoetxea              | Intermarché-Wanty-Gobert Matériaux |
| 5                  | Jan Hirt           | Jan Hirt           | Jan Hirt              | Anthon Charmig        | Peio Goikoetxea              | Arkéa-Samsic                       |
| 6                  | Fernando Gaviria   | Jan Hirt           | Fernando Gaviria      | Anthon Charmig        | Peio Goikoetxea              | Arkéa-Samsic                       |
| Classements finals | Classements finals | Jan Hirt           | Fernando Gaviria      | Anthon Charmig        | Peio Goikoetxea              | Arkéa-Samsic                       |